# Kościół Matki Bożej Szkaplerznej i św. Dominika w Łabuniach
Kościół Matki Bożej Szkaplerznej i świętego Dominika – rzymskokatolicki kościół parafialny należący do parafii pod tym samym wezwaniem (dekanat Krasnobród diecezji zamojsko-lubaczowskiej).

## Historia
Jest to świątynia odbudowana na początku XVII wieku, konsekrowana została w 1605 roku przez biskupa Jerzego Zamoyskiego. Przez stulecia była wielokrotnie restaurowana i przebudowywana (kolatorami wówczas byli już Zamoyscy), m.in. od strony frontowej została dobudowana obszerna kruchta i dach został obniżony. Przez renowacje i przebudowy został zniekształcony pierwotny styl świątyni (została odbudowana na początku XVII wieku w stylu renesansu lubelskiego). Jeden z ważniejszych remontów został przeprowadzony w 1855 roku, natomiast w 1871 roku wyremontowano dach. Później została dobudowana z prawej strony kaplica, w której umieszczone są grobowce rodziny Tarnowskich. Fundatorką tej kaplicy była Antonina Tarnowska. W 1879 roku wnętrze zostało odnowione, a w 1935 roku świątynia została wymalowana. Podczas wojny (1942-1944) została zamieniona na magazyn zbożowy. Po zakończeniu II wojny światowej m.in. wyremontowano dach w latach 1948-1950, natomiast w latach 1997-9 zostały odnowione ołtarze i rzeźby.

## Architektura
Budowla jest murowana, wzniesiona z kamienia i cegły, posiada jedną nawę, reprezentuje styl renesansu lubelskiego (bryła budowli uległa zniekształceniu po licznych przeróbkach i remontch), przy prezbiterium jest umieszczona zakrystia, od strony południowej świątyni znajduje się wyżej wymieniona kaplica (dobudowana po 1870 roku), nad nawą znajduje się wieżyczka na sygnaturkę, wnętrze jest wymalowane gładko, posadzka została wykonana z terakoty. 

## Wyposażenie

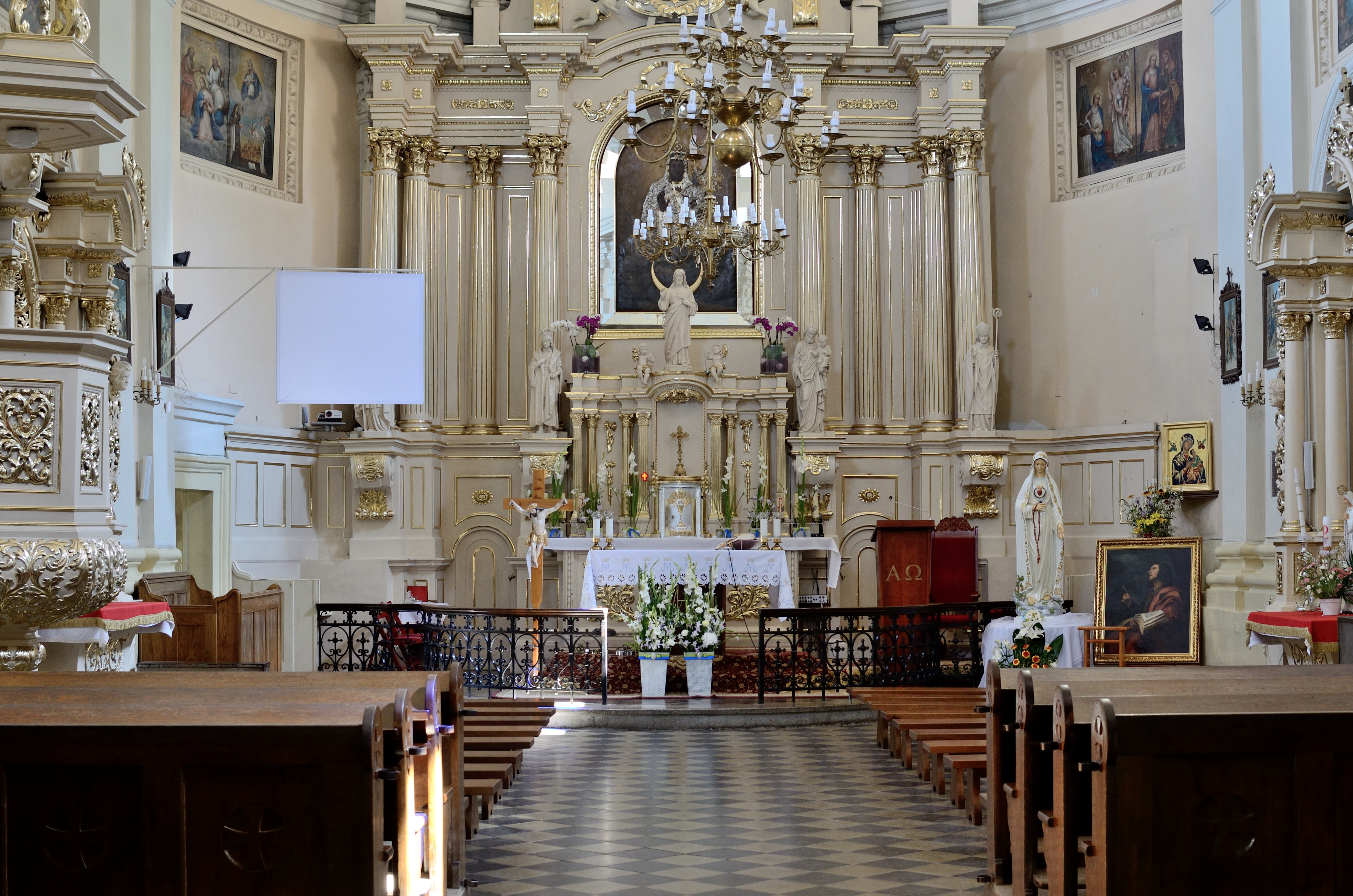
Wnętrze świątyni

### Ołtarze

#### Ołtarz główny
Ołtarz główny jest wykonany z drzewa sosnowego i lipowego (powstał pod koniec XIX wieku). W ołtarzu tym znajdują się 3 obrazy: św. Antoniego, przeniesiony w 1866 roku z Radecznicy razem z ołtarzem (ołtarz spalił się w 1896 roku, natomiast obraz został tylko uszkodzony), św. Antoniego i Matki Bożej Szkaplerznej. 

#### Ołtarze boczne
Świątynia posiada kilka ołtarzy bocznych, także wykonanych z drewna. Po prawej stronie świątyni znajdują się ołtarze:
1. posiadający obrazy: św. Teresy od Dzieciątka Jezus, św. Stanisława Kostki, Pana Jezusa Ukrzyżowanego;
2. posiadający obrazy: św. Mikołaja i św. Jana Nepomucena;
3. posiadający obrazy: Matki Bożej z Dzieciątkiem (zniszczony) i św. Dominika.

Po lewej: 
1. posiadający obrazy: św. Izydora i św. Walentego, Pana Jezusa Miłosiernego;
2. posiadający obrazy: Matki Bożej Bolesnej i św. Franciszka.

### Pozostałe
Na ścianach znajdują się obrazy, namalowane na płótnie, przedstawiające tajemnice różańcowe. 
W nawie są umieszczone ławki i konfesjonały wykonane po 1946 roku. Na chórze muzycznym są umieszczone organy o 10 głosach, kupione w 1896 roku i remontowane m.in. w 1974 roku.